# Canon EF 20-35mm
L'obiettivo Canon EF-L 20-35 f/2.8 è un'ottica per reflex Canon progettata per il mercato professionale e commercializzata dal 1989 al 1996, anno in cui venne sostituita dall'obiettivo Canon EF-L 17-35 f/2.8.

## Storia
Questo obiettivo fu messo in commercio due anni dopo l'introduzione da parte di Canon del sistema EOS. Tale sistema prevede la movimentazione della messa a fuoco e del diaframma da parte della fotocamera solo attraverso dei contatti elettrici, in modo da dotare l'obiettivo di un sistema di autofocus autonomo.
Data la mancanza di concorrenti in questa gamma di focali ed aperture (l'equivalente Nikon arrivò solo nel 1993), il 20-35/2.8 Canon entrò subito a far parte del corredo dei professionisti, anche se il suo prezzo era molto elevato.

## Caratteristiche tecniche
- Costruzione interamente metallica
- Composizione ottica di 15 elementi in 12 gruppi
- Lente frontale asferica molata
- Gruppo interno flottante
- Diaframma con 6 lamelle
- Motore autofocus AFD non ultrasonic. Autofocus escludibile tramite pulsante scorrevole
- Movimenti autofocus e variazione di focale, interni (l'obiettivo non varia le sue dimensioni)
- Diametro filtri 72mm con ghiera non rotante
- Dimensioni 89mm per 79mm
- Peso 570 g